# How to Make Love $tay
How to Make Love $tay é o terceiro EP do produtor musical brasileiro Marcioz, lançado em 19 de janeiro de 2018 através da Bitbird. Composto entre 2016 e 2017, cada faixa do EP representa um aspecto diferente da personalidade de Marcioz. Precedido por dois singles, How to Make Love $tay obteve recepção positiva de críticos musicais.

## Antecedentes e lançamento
How to Make Love $tay foi composto entre 2016 e 2017, sendo parcialmente gravado na Universidade Federal do Paraná. Marcioz deu agradecimentos especiais à cantora Amanda Mayo e a Rafael Felipe Walter. Ele disse que esse seria seu "trabalho mais pretencioso" até então. Marcioz entrou para a gravadora Bitbird, onde How to Make Love $tay e seus singles foram lançados, depois que seu fundador, o neerlandês San Holo, escutou uma de suas músicas em um set do grupo Point Point. Marcioz então mandou um EP para San Holo "só por mandar" e foi contratado.
How to Make Love $tay foi precedido por dois singles. O primeiro foi "The Very, Very $hy Pearl (The Pulse)", lançado em novembro de 2017. Um segundo single, "How to Fall In Love With a Machine", com participação de Slow Shudder, foi lançado em dezembro. O EP foi lançado no dia 19 de janeiro de 2018. Marcioz o chamou de EP de estreia, embora tenha lançado outros EPs anteriormente.

## Conceito e composição
Cada faixa de How to Make Love $tay representa um aspecto específico de Marcioz como pessoa. A faixa "The Very, Very $hy Pearl (The Pulse)" (lit. "A Pérola Muito, Muito Tímida (O Pulso)"), por exemplo, aborda sua timidez. Sobre "How to Fall In Love With a Machine" (lit. "Como se Apaixonar por Uma Máquina"), Marcioz disse que escreveu-a pouco tempo após terminar um relacionamento: "Pessoas vêm e vão, mas meu computador permanece. Então acho que é assim que você faz o amor permanecer — é só se apaixonar por uma máquina". Devido a esses conceitos, Kassi Chrys, do Dancing Astronaut, descreveu o EP como "íntimo" e "uma coleção extremamente pessoal de músicas". Claire Biddles do The Line of Best Fit disse que o EP mistura vários gêneros, descrevendo-o como "hiperativo". Marcioz descreveu o EP como pop. Jacídio Junior do Omelete disse que, no EP, Marcioz "abusa de orquestrações e atmosferas que levam o ouvinte por meio de uma história que arrepia".

## Recepção
| Críticas profissionais | Críticas profissionais |
| Avaliações da crítica  | Avaliações da crítica  |
| Fonte                  | Avaliação              |
| ---------------------- | ---------------------- |
| Les Oreilles Curieuses | 8,5/10                 |
| The Line of Best Fit   | 7/10                   |

How to Make Love $tay foi bem recebido pelos críticos. Um crítico da Les Oreilles Curieuses terminou sua crítica de 8,5/10 dizendo: "Resumindo, Marcioz está aqui para te surpreender com How To Make Love $tay". Claire Biddles do The Line of Best Fit disse que o EP "sugere um mundo de possibilidades" e deu uma nota de 7/10. José Juan Galván do Loud Cave descreveu o EP como "incrível". Jordan Farley do Run the Trap chamou o EP de "maravilhoso" e disse que Marcioz continuou "brilhando" com o lançamento.

## Lista de faixas
Todas as faixas produzidas e compostas por Marcioz.
1. "Mate Um Bonito Hoje Mesmo!" — 2:46
2. "The Very, Very $hy Pearl (The Pulse)" — 3:19
3. "Please Sing! My Little Robot... (Interlude)" — 1:51
4. "How to Fall In Love With a Machine" (part. Slow Shudder) — 3:12